# Volga (Iowa)
Pour les articles homonymes, voir Volga (homonymie).
La ville américaine de Volga est située dans le comté de Clayton, dans l’État d’Iowa. Lors du recensement de 2010, elle comptait 208 habitants.

## Source
- (en) Cet article est partiellement ou en totalité issu de l’article de Wikipédia en anglais intitulé « Volga, Iowa » (voir la liste des auteurs).